# New Trier
New Trier (ce qui signifie La Nouvelle-Trèves) est un village du comté de Dakota (Minnesota) aux États-Unis. Sa population s'élevait à 112 habitants au recensement de 2010. New Trier appartient au township de Hampton.

## Géographie
New Trier se trouve à 40 km au sud de Minneapolis.

## Histoire
Sa fondation remonte à 1856 par des émigrants venus de la région de Trèves en Allemagne.
Vingt-sept familles y demeuraient en l'an 2000.